# Dietmar Schmidt
Dietmar Schmidt (n. 29 aprilie 1952, Zwickau, Karl-Marx-Stadt District⁠(d), RDG) este un handbalist ce a reprezentat Germania, medaliat olimpic. A participat la o ediție a Jocurilor Olimpice (1980) în care a câștigat o medalie de aur.

## Participări
Lista de mai jos prezintă principalele competiții la care a participat Dietmar Schmidt de-a lungul carierei.
- handball at the 1980 Summer Olympics – men's tournament[*]